# 디 이스케이피스트 (잡지)
《이스케이피스트》(The Escapist)는 비디오 게임, 게이머, 게임 산업, 그리고 게임 문화를 다루는 온라인 잡지이다. 테미스 그룹에서 발행하며, 편집장은 줄리안 그리어로, 2005년 7월 12일 처음으로 발행했다. 《이스케이피스트》는 “출판물 수준의 집필”을 주장하며, 매주 화요일마다 본판을 발행하며 각 호마다 게임 문화와 관련된 특정한 주제를 제시한다. 온라인을 통해 자유롭게 이용할 수 있다.
첫 호는 튀코 브라헤, 키어런 길런, 존 타인스 등 잘 알려진 게이밍 커뮤니티의 저자들이 쓴 글을 수록했다. 뒤이어 다음 호들에서도 워런 스펙터를 포함, 톰 칙, 앨런 바니, 짐 로시뇰 등 게임 업계 내외에서 다양한 필자들의 글을 수록했다. 테미스 그룹에 따르면, 2006년 가을을 기점으로 월간 15만명의 독자가 웹사이트에를 방문한다. 웹사이트 MMORPG.com은 이 웹진이 다른 웹사이트와 게임 산업 관련 사업을 하는 테미스의 ‘주력 브랜드’가 되었고, “게임 저널리즘에서 널리 읽히고 높이 평가된다”고 언급했다.

## 참조
1. ↑  테미스 그룹 (2005년 7월 12일). “Themis Group Launches The Escapist”. gamesindustry.biz. 2006년 11월 13일에 확인함.
2. ↑  “About the Escapist”. 이스케이피스트. 2006년 11월 13일에 확인함.
3. ↑  “The Escapist Escapes From Pseudo-Print Chains”. GameSetWatch/CMP. 2006년 7월 13일. 2006년 11월 13일에 확인함.
4. 1 2  데이나 매시 (2006년 5월 9일). “Support company thrives as the MMO giant grows”. MMORPG.com. 2007년 10월 20일에 원본 문서에서 보존된 문서. 2006년 11월 13일에 확인함.
5. ↑  “Gaming's Top 50 Journalists”. 넥스트 제네레이션 매거진. 2006년 10월 17일. 2006년 11월 13일에 확인함.